# Itinéraire : une vie, une pensée
Pour les articles homonymes, voir Itinéraires.

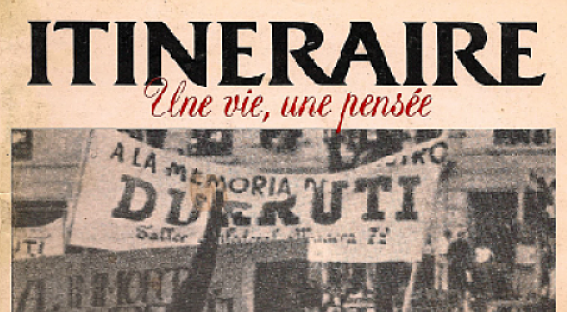
La manchette du premier numéro consacré à Buenaventura Durruti (1987).

Itinéraire : une vie, une pensée est une revue francophone d'histoire sur l'anarchisme, fondée à Chelles (Ile-de-France) en juin 1987 et disparue en 1998.
Chacun des 14 numéros publiés a été centré sur une figure marquante du mouvement libertaire, évoquant les enjeux et le contexte de l'époque étudiée. Sous le titre « Le cours d'une vie », chaque portrait est ponctué par une chronologie détaillée. Au format A4 en un cahier, l'iconographie est particulièrement soignée,.
Le dernier numéro, daté de 1998, est consacré à Élisée Reclus.

## Projet
D’abord animée par des militants de la Fédération anarchiste, la revue s'affirme comme indépendante en 1991.
Dans le premier numéro, le collectif éditorial précise sa démarche : « Le public, pas seulement les libertaires, s’intéresse à une époque, une idée, à travers la vie des individus qui en sont représentatifs. [...]  La revue abordera tour à tour des sujets littéraires, philosophiques, scientifiques ou sociologiques que nous traiterons à chaque fois au travers d’un Itinéraire individuel. Nous parlerons de « figures » du mouvement anarchiste bien sûr, mais nous sortirons de ce cadre pour parler d’hommes qui, nous semble-t-il, ont par leurs écrits ou leurs actions participé à l’émancipation de l’humanité. [...] Élargir le champ culturel, le nôtre, et aussi celui de nos lecteurs, s’ils ne connaissent pas l’itinéraire de la personne présentée. Tel sera notre propos. Il y a peut-être aussi chez nous, il faut l’avouer, le désir de restaurer la volonté individuelle comme soubassement de l’action collective. Parce que l’une donne la mesure de l’autre, parce que la responsabilité individuelle est le passage fondamental de toute collectivité responsable. Parce qu’enfin, comme disait le philosophe, « on ne choisit pas son époque, on se choisit dans son époque ». À nous, à vous de choisir. »

## Publications
- Buenaventura Durruti, no 1, juin 1987, 52 p., présentation en ligne, texte intégral, notice
- Sacco et Vanzetti, no 2, décembre 1987, 36 p., notice
- Kropotkine, no 3, juin 1988, 50 p., lire en ligne, notice.
- Rudolf Rocker, no 4, décembre 1988, 42 p., présentation en ligne, notice.
- Malatesta, no 5/6, juin 1989, 92 p., présentation en ligne, notice.
- Pierre-Joseph Proudhon, no 7, 1er semestre 1990, 68 p., notice
- Emma Goldman, no 8, second semestre 1990, 84 p., [lire en ligne], [lire en ligne].
- Ricardo Flores Magón, no 9/10, 1er semestre 1992, 104 p., couverture en ligne, présentation en ligne, notice
- Eugène Varlin, no 11, 1er semestre 1993, 72 p., présentation en ligne, notice
- Henry Poulaille, no 12, 1er semestre 1994, 92 p., présentation en ligne
- Voline, no 13, 1995, 88 p., présentation en ligne, notice
- Élisée Reclus, no 14/15, 1998, 109 p., notice, pages 100-107

En 2001, la revue publie un agenda avec douze portraits, intercalés entre chaque mois, de Michel Bakounine, Jean Grave, Louise Michel, Élisée Reclus et Élie Reclus, Camille Pissarro, Pierre Kropotkine, Emma Goldman, Voline, Rudolf Rocker, Errico Malatesta, Pierre-Joseph Proudhon, et plus de cinquante articles sur le mouvement anarchiste international avec une  iconographie très riche.
La revue publie également une quarantaine de cartes postales et 5 calendriers en 92, 93, 95, 96 et 97.

## Rédaction
- Didier Roy, directeur de la publication.
- Comité de rédaction : Maurice Colombo, José Bolufer, Didier Roy, Véronique Flament, Alain Coatanoan, Véronique Fau, Heiner Becker et Pascal Bedos[9].

## Signatures
- Sébastien Faure
  - Malatesta, L'adieu d'un compagnon.
- Marianne Enckell
  - Emma Goldman, Fragments d'une vie.
  - Élisée Reclus, Les Frères Reclus et Bakounine.
- Jean-Jacques Gandini
  - Élisée Reclus, Jacques Reclus.
- Christiane Passevant
  - Emma Goldman, Luttes sociales en « terre promise ».
- Larry Portis
  - Emma Goldman, Luttes sociales en « terre promise ».
- Philippe Pelletier
  - Kropotkine, Un géographe novateur, L’influence kropotkinienne en Asie orientale.
  - Rudolf Rocker, Une œuvre : nationalisme contre culture.
  - Élisée Reclus, Élisée Reclus, écrivain et poète.
- Nicolas Walter
  - Emma Goldman, Le mythe bolchevik, enthousiasme et désillusions.
- Rudolf de Jong
  - Emma Goldman, Révolution espagnole, soutien et réticences.
- André Devriendt
  - Eugène Varlin, Pour faire bouillir la marmite.
- Sylvain Boulouque
  - Voline, Une vie de luttes.
- Gaetano Manfredonia
  - Voline, Le débat plate-forme ou synthèse.
- René Bianco
  - Voline, Voline et la presse anarchiste.
- Michel Ragon
  - Henry Poulaille, L'ami.
- Thierry Maricourt
  - Henry Poulaille, Henry Poulaille, l'anar.
- Ronald Creagh
  - Sacco et Vanzetti, Mystère au Massachusetts.
- Yves Peyraut
  - Sacco et Vanzetti, Nicola et Bart’.
- Roland Bosdeveix
  - Pierre-Joseph Proudhon, Révolutionnaire... et franc-maçon !, lire en ligne.
- Thierry Porré[10]
- Eduardo Colombo[11]
- Michel Cordillot[12]
- Octavio Alberola[13]
- Heiner Becker